# Zirab
Zīr Āb (farsi زیرآب) è il capoluogo dello shahrestān di Savadkuh, circoscrizione Centrale, nella provincia del Mazandaran in Iran. Aveva, nel 2006, una popolazione di 18.216 abitanti. La città è conosciuta per le sue miniere di carbone.